# Richard C. Halverson
Richard Christian Halverson (6 février 1916 – 28 novembre 1995) est un ministre presbytérien américain et un auteur qui a été aumônier du Sénat des États-Unis.

## Biographie
Il est né à Pingree, dans le Dakota du Nord. Il fréquente le Valley City State Teacher College à Valley City, dans le Dakota du Nord, avant d'obtenir une licence en sciences du Wheaton College à Wheaton, dans l'Illinois, en 1939, participant au Wheaton College Men's Glee Club. Il obtient ensuite une licence en théologie du Princeton Theological Seminary. L'éducatrice chrétienne Henrietta Mears (1890-1963), de la First Presbyterian Church of Hollywood, a une influence significative sur sa vie. Il devient pasteur adjoint à la First Presbyterian of Hollywood et fait partie de la Burning Hearts Fellowship avec Louis Evans, Jr., Bill Bright, Billy Graham, Roy Rogers et d'autres.
Halverson est ministre de l'ancienne Église presbytérienne unie des États-Unis d'Amérique et sert de 1958 à 1981 comme pasteur principal de la Quatrième Église presbytérienne, à Bethesda, dans le Maryland. Il est le 60e aumônier du Sénat des États-Unis du 2 février 1981 au 11 mars 1995. Il est associé au mouvement du Petit-déjeuner national de prière (parrainé par la Fellowship Foundation) à partir de 1956, aux côtés de Bill Bright et Douglas Coe (en). Halverson devient directeur exécutif de la Fellowship Foundation en 1969 (au décès de son précédent dirigeant, Abraham Vereide (en)). Halverson est également membre du conseil d'administration de World Vision de 1956 à 1983, dont il est président de 1966 à 1983. Il est président de Concern Ministries, une fondation caritative de Washington, DC.
Halverson se marie le 2 février 1942 avec Doris Grace Seaton (1915–2009) et ils ont trois enfants .
Halverson est décédé d'une insuffisance cardiaque congestive, le 28 novembre 1995 à l'hôpital Arlington d'Arlington, en Virginie, à l'âge de 79 ans.
Halverson reçoit le Distinguished Alumnus Award de l'Université d'État de Valley City le 20 mai 1977 et un doctorat honorifique en droit du Wheaton College. Il reçoit le prix Theodore Roosevelt Rough Rider de l'État du Dakota du Nord le 26 mars 1994.

## Livres
- Christian Maturity,, avec préface du Dr Louis H. Evans, Zondervan/Cowman, 1956. Huit éditions ultérieures.
- The quiet men: the secret to personal success and effectiveness by men who practice it, 1963 [7]
- Relevance: The Role of Christianity in the Twentieth Century, 1968
- A Day at a Time, 1974
- Somehow inside of Eternity, janvier 1981
- Timelessness of Jesus Christ, janvier 1982
- Word of a Gentleman: Meditations for Modern Man, décembre 1983
- Man to Man, janvier 1984
- Living Fellowship, janvier 1986
- No Greater Power: Perspective for Days of Pressure, août 1986
- We the People, juillet 1987
- Wisdom on Faith, avril 1995
- Wisdom on the Church, avril 1995
- Wisdom on America, décembre 1995
- Wisdom on Life, décembre 1995